# Postiglione (Kampanien)

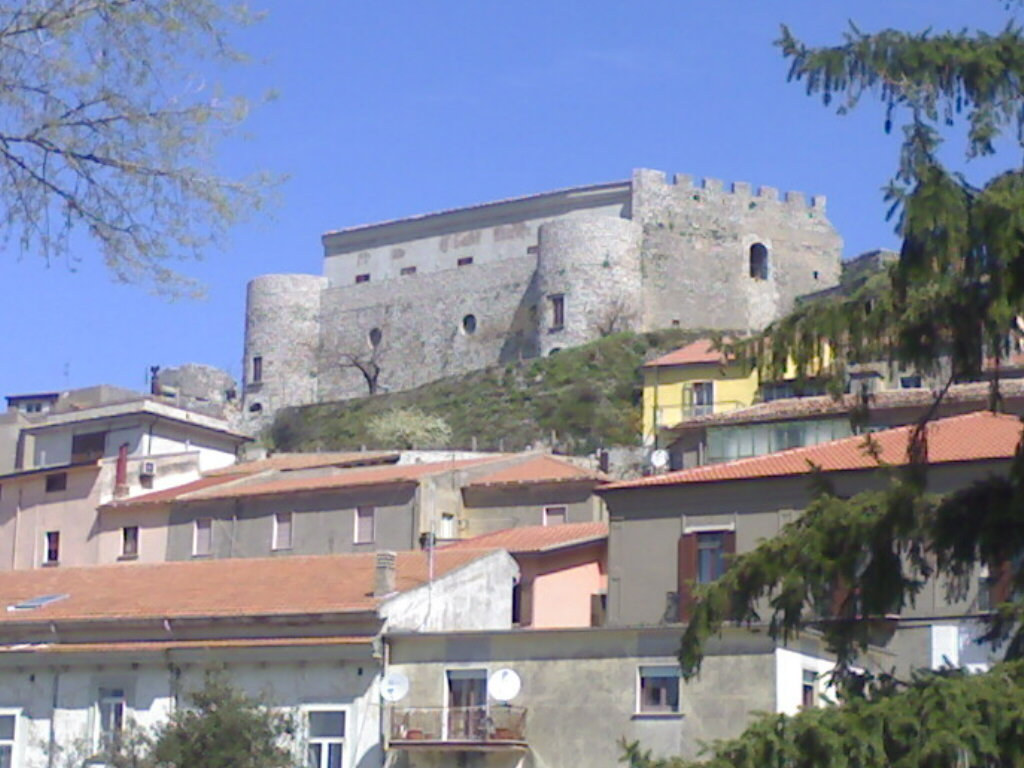
Blick auf das Kastell von Postiglione

Postiglione ist eine italienische Gemeinde mit 1974 Einwohnern (Stand 31. Dezember 2023) in der Provinz Salerno in der Region Kampanien. Der Ort liegt am Rande des Nationalpark Cilento und Vallo di Diano und ist Teil der Comunità Montana Alburni.

## Geografie
Der Ort gehört zu den nördlichen Ausläufern der Monti Alburni. Die Nachbargemeinden sind  Altavilla Silentina, Campagna, Castelcivita, Controne, Contursi Terme, Serre und Sicignano degli Alburni. Die Ortsteile sind Acquara, Canneto, Lago Rosso, Pescarà, Selva Nera
und Terzo di Mezzo.